# Alfons De Wolf
Alfons "Fons" De Wolf, född den 22 juni 1956 i Willebroek, är en belgisk före detta tävlingscyklist.

## Meriter

### Landsväg

#### Amatör
1976
4:a i linjelopp vid Olympiska spelen 1976
1978
Vinnare av Paris–Roubaix Amateurs

#### Professionell
1979
2:a i Trofeo Baracchi (med Jan van Houwelingen)
3:a totalt i Tour of Belgium
3:a i Scheldeprijs
4:a totalt i Driedaagse van De Panne-Koksijde
5:a i La Flèche Wallonne
7:a i Brabantse Pijl
8:a i Liège–Bastogne–Liège
9:a totalt i Vuelta a España
Vinnare av  poängtävlingen
Vinnare av etapperna 2, 7, 9, 16b och 19
9:a totalt i Tirreno–Adriatico
9:a i Paris–Roubaix
1980
Vinnare av Druivenkoers Overijse
Vinnare av Giro di Lombardia
Vinnare av Trofeo Baracchi (med Jean-Luc Vandenbroucke)
Vinnare av Cagliari–Sassari
2:a i Super Prestige Pernod
2:a totalt i Tirreno–Adriatico
2:a i Amstel Gold Race
2:a i Gent–Wevelgem
2:a i Circuit des Frontières
3:a i Rund um den Henninger Turm
3:a totalt i Vuelta a Mallorca
4:a i Liège–Bastogne–Liège
4:a i GP de Fourmies
5:a totalt i Giro di Sardegna
6:a i Paris–Roubaix
6:a i Grand Prix des Nations
6:a i Züri Metzgete
7:a i Omloop Het Volk
8:a i Paris–Bryssel
10:a i Flandern runt
10:a i Milano–Sanremo
1981
Vinnare av Milano–Sanremo
Vinnare av Circuit des Frontières
Vinnare av etapp 4 i Tour of Belgium
Vinnare av etapp 6 i Tour de Suisse
2:a i GP Eddy Merckx
3:a totalt i Paris–Nice
3:a i Gent–Wevelgem
3:a i Amstel Gold Race
3:a i E3 Harelbeke
4:a i Super Prestige Pernod
5:a totalt i Deutschland Tour
5:a i Züri Metzgete
6:a i Brabantse Pijl
7:a i linjelopp vid Världsmästerskapen i landsvägscykling
7:a i Tour of Flanders
9:a i Grand Prix des Nations
10:a i Paris–Roubaix
1982
Vinnare av Omloop Het Volk
Vinnare av etapp 1a i Driedaagse van De Panne-Koksijde
2:a i Grote Prijs Jef Scherens
2:a i Liège–Bastogne–Liège
3:a i Gent–Wevelgem
3:a i linjelopp vid Belgiska mästerskapen
3:a i Ronde van Limburg
4:a i Rund um den Henninger Turm
8:a totalt i Dunkirks fyradagars
Vinnare av etapp 5a
10:a i La Flèche Wallonne
10:a i Super Prestige Pernod
1983
Vinnare av Omloop Het Volk
Vinnare av Coppa Agostoni
Vinnare av Giro della Romagna
Vinnare av Giro di Toscana
Vinnare av etapp 2 i Giro del Trentino
Vinnare av etapp 1 i Setmana Catalana de Ciclisme
5:a totalt i Giro di Sardegna
8:a i Liège–Bastogne–Liège
9:a i La Flèche Wallonne
1984
Vinnare av etapp 14 i Tour de France
Vinnare av etapp 6 i Tour of Norway
Vinnare av etapp 1 i Tour de Romandie
Vinnare av etapp 3 i Vuelta a Andalucía
9:a i GP Eddy Merckx
1985
Vinnare av etapp 9 i Vuelta a España
Vinnare av etapp 2 i Vuelta Ciclista a la Comunidad Valenciana
1986
6:a i Flandern runt
9:a i Brabantse Pijl
1988
2:a i Dwars door België
7:a i Gent–Wevelgem
1989
3:a i linjelopp vid Belgiska mästerskapen
1990
7:a i Nokere Koerse

### Bana
1980
2:a i Antwerpens sexdagars (med Danny Clark och Donald Allan)
3:a i Milanos sexdagars (med Roger De Vlaeminck)
1981
Vinnare av Antwerpens sexdagars (med René Pijnen)